# 假面騎士THE WINTER MOVIE GOTCHARD & GEATS 最強克米☆GOTCHA大作戰
《假面騎士THE WINTER MOVIE GOTCHARD & GEATS 最強克米★GOTCHA大作戰》（日語：仮面ライダーTHE WINTER MOVIE ガッチャード & ギーツ 最強ケミー★ガッチャ大作戦），是日本特攝節目《假面騎士GOTCHARD》和《假面騎士GEATS》的聯動劇場版，日本於2023年12月22日上映。

## 本作特色
- 本作邀請到知名Vtuber白上吹雪和聲優高橋李依，於本作中分別擔任GEATS克米和X巫師克米的配音一角。[2]
- 本作繼《假面騎士平成Generations FINAL Build & EX-AID with 傳說騎士》及《假面騎士GEATS×REVICE MOVIE Battle Royale》後，兩部騎士作品的編劇擔任聯動劇場版的共同脚本[註 1]。
- 本作亦邀請到知名聲優KENN、天崎滉平、宮本充、杉田智和、甲斐田裕子等人，分別擔任甲蟲X、超越戰機、陸地獅王、十要塞和虛空世界樹等克米的配音一角[3]。
- 本作繼《劇場版 假面騎士龍騎 EPISODE FINAL》《假面騎士×假面騎士 W & Decade MOVIE大戰2010》《假面騎士×假面騎士 Fourze & OOO MOVIE大戰 MEGA MAX》及《劇場版 假面騎士ZERO-ONE REAL×TIME》後，第五次出現於劇場版中登場正規性質的女性騎士。
- 本作首次出現聯動劇場版作品相關的主要角色於TV本篇先行登場。
- 本作繼《劇場版 假面騎士電王 老子我，誕生！》後，為第二部與TV本篇有著直接劇情關聯的《假面騎士系列》劇場版作品。
- 《假面騎士GOTCHARD》本篇中即將登場的第二騎士假面騎士MAJADE於本作先行登場[4]。
- 本作時間點位於《假面騎士GOTCHARD》本篇第15-16話之間[5][註 2]，同時在超戰鬥DVD《怎麼辦！？寶太郎和凜音的身體互相交換了！！》之前[6]。
- 由於《假面騎士GOTCHARD》的下部系列作《假面騎士GAVV》出於商業利益的考量，選擇比以往的假面騎士更早的時間進行拍攝，導致到了《假面騎士GOTCHARD》拍攝殺青結束後拍攝進度十分靠後，沒有時間再去拍攝前期的冬季劇場版，最終冬季聯動劇場版的位置由《假面騎士W》的動畫作品劇場版《風都偵探 假面騎士SKULL的肖像》頂替[7]。
- 因為新生製片人湊陽祐資歷不成熟，所以本作實質上由白倉伸一郎進行製作指導。同時白倉伸一郎也在座談會表示，為了整理並針對目標受眾製作作品，而不會拍攝《假面騎士GAVV》的聯動劇場版，後續系列作品的聯動劇場版也不會拍攝[8]。

## 故事概要
繼續搜索克米的一之瀨寶太郎等人，和與再次現身的邪魔徒對抗的浮世英壽等人相遇，"等級10最強克米"「X巫師」突然出現在兩組人馬面前。
受到它不可思議的魔法影響，景和等人變成克米的姿態，同時也出現其他五隻"等級10最強克米"，和與假面騎士GEATS樣貌相似的「GEATS克米」。
陸續發生異常事態而困惑的寶太郎等人和英壽，與克米化的景和等人，各自分組並一同挑戰「最強克米捕獲遊戲」。

## 本作用語
最強克米捕獲遊戲
原文： / 
由X巫師發起的遊戲，讓一之瀨寶太郎及浮世英壽等人去捕獲X巫師放出的5隻等級10克米，實際上是釘宮理人為了找浮世英壽報仇所一手策劃出來的計劃。
惡夢遊戲
原文： / 
巫師瑪魯加姆創造的競速遊戲，讓一之瀨寶太郎及浮世英壽等人比賽，看誰能在被惡夢折磨至死前阻止它。

## 登場角色

### 假面騎士與其他戰士
一之瀨寶太郎（いちのせ・ほうたろう）（本島純政飾／台灣CV：張立昂）
假面騎士GOTCHARD的變身者。
浮世英壽（うきよ・えーす）（簡秀吉飾／台灣CV：賈文安）
假面騎士GEATS的變身者。
黑鋼史帕納（くろがね・スパナ）（藤林泰也飾／台灣CV：胡鎮璽）
VALVARAD的變身者。
九堂凜音（くどう・りんね）（松本麗世飾／台灣CV：連思宇）
假面騎士MAJADE的變身者。
寶太郎的同班同學，鍊金學院的鍊金術師。
櫻井景和（さくらい・けいわ）（佐藤瑠雅飾／台灣CV：陳彥鈞）
假面騎士TYCOON的變身者。
本作中因X巫師的魔法而變成TYCOON克米，在最強克米捕獲遊戲中與寶太郎組隊。
鞍馬禰音（くらま・ねおん）（星乃夢奈飾／台灣CV：邱涵菲）
假面騎士NA-GO的變身者。
本作中因X巫師的魔法而變成NA-GO克米，在最強克米捕獲遊戲中與蓮華和錆丸組隊。
吾妻道長（あづま・みちなが）（杢代和人飾／台灣CV：孟慶府）
假面騎士BUFFA的變身者。
本作中因X巫師的魔法而變成BUFFA克米，在最強克米捕獲遊戲中與史帕納組隊。

### 《假面騎士GEATS》原主要人物
茲姆莉（青島心飾／台灣CV：萬俞伶）
願望大賽的引導員。
約翰（湯姆·康斯坦汀飾／台灣CV：喬資淯）
鞍馬禰音的SP。

### 《假面騎士GOTCHARD》原主要人物
銀杏蓮華（いちょう・れんげ）（安倍乙飾／台灣CV：陽亮亮）
鍊金學院的學生，與凜音同鍊金術階級的鍊金術師。
鶴原錆丸（つるはら・さびまる）（富園力也飾／台灣CV：喬資淯）
鍊金學院的學生，與凜音同鍊金術階級的鍊金術師。
一之瀬珠美（いちのせ・たまみ）（南野陽子飾／台灣CV：連思宇）
寶太郎的母親，定食店「一之瀬」的老闆娘。
九堂風雅（くどう・ふうが）（石丸幹二飾／台灣CV：陳彥鈞）
凜音的父親，是名傑出的鍊金術師。
湊（熊木陸斗飾／台灣CV：喬資淯）
鍊金學院的老師。
釘宮理人（くぎみや・リヒト）（本宮泰風飾／台灣CV：胡鎮璽）
GEATS殺手和巫師瑪魯加姆的變身者，鍊金連合派遣至鍊金學院的調查官。
於2000年前的願望大賽中輸給浮世英壽，之後為了向英壽報仇，而去學習鍊金術，為了找浮世英壽報仇利用X巫師舉辦了「最強克米捕獲遊戲」。

### 本作登場角色
X巫師（CV：高橋李依／台灣CV：連思宇）
職業型克米中最強的等級10克米。
不僅能說人類的語言，還能將人類克米化，並邀請寶太郎和英壽等人參加最強克米捕獲遊戲。
於《假面騎士GOTCHARD》本篇第15話先行登場，並與釘宮理人在暗處觀看假面騎士GOTCHARD的戰鬥，第18話則是在過去的世界中協助九堂風雅對抗格里昂，第27話則是與其他等級10的克米使用力量幫助蝗蟲1再鍊成交錯蝗蟲。
於超戰鬥DVD《怎麼辦！？寶太郎和凜音的身體互相交換了！！》中再次登場。

## 本作限定登場假面騎士 / 形態

### 假面騎士GOTCHARD
變身者：一之瀨寶太郎（替身演員：永德、CV：本島純政）
原文： / 
騎士模式
| 形態名稱     | 簡介 | 外觀 | 能力 | 必殺技               |
| 星辰GOTCHARD | 裝置 EXGOTCHALIBUR 搭配 HOPPER1 Ride Chemy Card、STEAMLINER Ride Chemy Card 和 X ASSEMBLE Ride Chemy Card 變身的多重鍊成形態，為假面騎士GOTCHARD的特殊型態。 身高：200.0cm 體重：144.4kg 拳擊力：44.4t（估計） 踢擊力：44.4t（估計） 跳躍力：44.4m（估計） 行動速度：4.4秒（100m）（估計） | 全身以金黃、天藍和青色為主，四肢與胸口分別裝載甲蟲X、超越戰機、陸地獅王、十要塞、虛空世界樹等五種克米的外裝配件。 |      | SHINING FEVER 原文： |

### 假面騎士GEATS
變身者：浮世英壽（替身演員：中田裕士、CV：簡秀吉）
原文： / 
ID核心紋章為狐狸，變身後頭部會佩戴狐狸形面具，色調為白和橙紅色。
變身模式（基本武裝系列）
| 型態名稱                       | 簡介 | 外觀                                    | 必殺技           |
| ------------------------------ | --- | --------------------------------------- | ---------------- |
| 螺旋槳武裝形態 Armed Propeller | 使用螺旋槳帶扣後變身的形態。 身高：205.2cm 體重：79.1kg 拳擊力：1.8t 踢擊力：4.5t 跳躍力：6.0m 行動速度：7.9秒（100m） | 眼部為黃色。 裝甲為銀色加上武器的銀色。 | PROPELLER STRIKE |

變身模式（DUAL ON）
| 型態名稱                           | 簡介 | 外觀 | 必殺技                 |
| 使用兩個躍升武裝系列               | 使用兩個躍升武裝系列 | 使用兩個躍升武裝系列 | 使用兩個躍升武裝系列   |
| ---------------------------------- | --- | --- | ---------------------- |
| 怪物麥格農形態 Monster Magnum Form | 同時使用怪物帶扣和麥格農帶扣後變身的形態。 身高：205.2cm 體重：93.0kg 拳擊力：8.8t 踢擊力：5.8t 跳躍力：8.6m 行動速度：7.5秒（100m） | 眼部為靛藍色。 上半身的怪物裝甲為靛藍和黃色。 雙手配備一對護甲。 下半身的麥格農裝甲以白色、黑色為主再加上橙紅色線條。雙腳共有兩支炮管可以作為輔助射擊。 | MONSTER MAGNUM VICTORY |

## 本作登場怪人
| 日文名稱 | 中文名稱     | 英文名稱      | 克米  | 身高    | 體重   | 特色 / 能力 | 備註                                                                                                   |
| -------- | ------------ | ------------- | ----- | ------- | ------ | ----------- | --- |
|          | 巫師瑪魯加姆 | Wizard Malgam | X巫師 | 222.2cm | 91.1kg |             | 釘宮理人將X巫師吸收後成為瑪魯加姆的姿態。 能創造讓人們永遠在惡夢世界徘迴，直到失去生命的「惡夢遊戲」。 |

| 日文名稱         | 英文名稱       | 中文名稱     | 備註                                |
| ---------------- | -------------- | ------------ | ----------------------------------- |
| 魔法使いジャマト | Wizard Jyamato | 魔法師邪魔徒 | 由X巫師和巫師瑪魯加姆召喚的邪魔徒。 |

- GEATS殺手

原文： / GEATS KILLER
身高：207.7cm
體重：120.2kg
巫師瑪魯加姆將景和等人和GEATS克米吸收後所變化的姿態，外觀跟假面騎士GEATS IX相似。
使用劍作為武器，在與假面騎士Gotchard和假面騎士GEATS最終決戰時巨大化。

## 本作登場道具

### 駕馭克米卡（Ride Chemy Card）
| 英文名稱           | 日文名稱 | 中文名稱       | 卡片屬性                  | 等級數字 | 備註                                                                            |
| ------------------ | -------- | -------------- | ------------------------- | -------- | ------------------------------------------------------------------------------- |
| X ASSEMBLE         |          | X集結          | 未知                      | EX       | 存放甲蟲X、超越戰機、陸地獅王、十要塞、虛空世界樹等五種代表屬性最強克米的卡片。 |
| KAMEN RIDER TYCOON |          | 假面騎士TYCOON | 傳說騎士 （LEGEND RIDER） | 2        | 存放該假面騎士力量和該假面騎士形象克米的卡片。                                  |
| KAMEN RIDER NA-GO  |          | 假面騎士NA-GO  | 傳說騎士 （LEGEND RIDER） | 3        | 存放該假面騎士力量和該假面騎士形象克米的卡片。                                  |
| KAMEN RIDER BUFFA  |          | 假面騎士BUFFA  | 傳說騎士 （LEGEND RIDER） | 6        | 存放該假面騎士力量和該假面騎士形象克米的卡片。                                  |

## 樂曲

### 主題曲
- 「All for Love」[1]

演唱、作詞、作曲、編曲：blank paper

### 插曲
- 「CHEMY×STORY」
- 演唱：BACK-ON
- 作詞：藤林聖子
- 作曲：Hi-yunk（BACK-ON）
- 編曲：Hi-yunk（BACK-ON）

## 演員
- 一之瀨寶太郎 - 本島純政
- 浮世英壽 - 簡秀吉
- 九堂凜音 - 松本麗世
- 黑鋼史帕納 - 藤林泰也
- 銀杏蓮華 - 安倍乙
- 鶴原錆丸 - 富園力也
- 湊 - 熊木陸斗
- 櫻井景和 - 佐藤瑠雅
- 鞍馬禰音 - 星乃夢奈
- 吾妻道長 - 杢代和人
- 茲姆莉 - 青島心
- 約翰 - 湯姆·康斯坦汀
- 釘宮理人 - 本宮泰風
- 一之瀬珠美 - 南野陽子
- 九堂風雅 - 石丸幹二

### 配音演出
- 蝗蟲1 - 福圓美里
- X巫師 - 高橋李依
- GEATS克米 - 白上吹雪[11]
- 甲蟲X - KENN[12]
- 超越戰機 - 天崎滉平[12]
- 陸地獅王 - 宮本充[註 4] [12]
- 十要塞 - 杉田智和[註 5] [12]
- 虛空世界樹 - 甲斐田裕子[12]
- 壯烈武士道、太陽 - 逢坂良太[13]
- 獨角獸 - 伊藤彩沙[13]
- 豬籠草少爺 - 高岡香[14]
- 黃金衝刺、鐮刀螳螂 - 一條和矢

## 製作人員
- 原作 - 石之森章太郎
- 劇本 - 內田裕基
- 劇本監修 - 高橋悠也
- 導演 - 山口恭平
- 音樂 - 高木洋、佐橋俊彥
- 動作導演 - 藤田慧
- 特攝導演 - 佛田洋
- 製作 - 「GOTCHARD & GEATS」委員會（東映、朝日電視台、東映視訊、旭通DK、木下工務店、萬代）